# Латинський кубок 1949
Перший розіграш Латинського кубка, що проводився з 26 червня по 3 липня 1949 року. Цей міжнародний футбольний клубний турнір розігрувався переможцями національних чемпіонатів Іспанії, Італії, Португалії та Франції. Переможцем стала іспанська «Барселона».
Кубок був заснований футбольними федераціями чотирьох романськомовних країн Західної Європи (звідси його назва). Позаяк футбольні клуби розореної післявоєнної Європи не могли дозволити собі значних транспортних витрат, було домовлено матчі кубку проводити в одній країні, по черзі в одній з країн-учасниць. Першою країною-господаркою стала Іспанія. Розіграш кубка влаштовувався влітку по закінченні поточного сезону національних чемпіонатів. Змагання складалися з двох півфіналів, матчу за третє місце і фінального матчу.

## Учасники
| N° | Країна     | Команда     | Ліга                                  |
| -- | ---------- | ----------- | ------------------------------------- |
| 1  | Італія     | «Торіно»    | 1 місце чемпіонату Італії 1948-49     |
| 2  | Іспанія    | «Барселона» | 1 місце чемпіонату Іспанії 1948-49    |
| 3  | Португалія | «Спортінг»  | 1 місце чемпіонату Португалії 1948-49 |
| 4  | Франція    | «Реймс»     | 1 місце чемпіонату Франції 1948-49    |

## Півфінали
| 26.06.1949 |

| «Спортінг»             | 3:1 (2:0)  | «Торіно»     |
| ---------------------- | ---------- | ------------ |
| Пейротеу 15', 28', 48' | (Протокол) | 17' Марчетто |

| «Метрополітано», Мадрид Арбітр: Віктор Сдез |

«Спортинг»: Жуан Азеведу, Октавіу Барроза, Жувенал да Сілва, Веріссіму Алвеш, Мануел Маркеш, Карлуш Канаріу, Албану Перейра, Жозе Травассуш (Жуан Мартінш, 46), Жезуш Коррея, Фернанду Пейротеу, Мануел Васкеш. Тренер: Кандіду ді Олівейра.
«Торіно»: Ренато Гандольфі, Чезаре Ней, Раффаеле Кушела, П'єтро Берсія, Ландро Маккі (Луїджі Джуліано, 46), Антоніо Джаммарінаро, Бруно Гремезе, Ріккардо Карапеллезе, Джузеппе Марчетто, Сільвано Правісано, Аттіліо Фріцці. Тренер: Роберто Коперніко.
| 26.06.1949 |

| «Барселона»                                     | 5:0 (2:0)  | «Реймс» |
| ----------------------------------------------- | ---------- | ------- |
| Сегер 10' Ніколау 25' Сесар 59', 67' Каналь 73' | (Протокол) |         |

| «Камп де Лес Кортс», Барселона Арбітр: Джакомо Бертольйо |

«Барселона»: Хуан Веласко, Хосеп Сегер, Курта, Франсиско Кальве, Хосеп Гонсальво, Мікель Торра, Хосеп Каналь, Маріано Гонсальво, Матеу Нікулау, Естаніслао Басора, Сесар. Тренер: Енріке Фернандес.
«Реймс»: Поль Сінібальді, Арман Пенверн, Робер Жонке, Роже Марш, Андре Ясовскі, Альбер Батте, П'єр Біні, Андре Петітфілс, Ноель Сінібальді, П'єр Сінібальді, П'єр Фламйон. Тренер: Анрі Ресслер.

## За третє місце
| 03.07.1949 |

| «Торіно»                                            | 5:3 (2:1)  | «Реймс»                                |
| --------------------------------------------------- | ---------- | -------------------------------------- |
| Правісано 2', 58' Марчетто 18' Карапеллезе 63', 75' | (Протокол) | 40' П.Сінібальді 62' Меано 76' Фламйон |

| «Камп де Лес Кортс», Барселона Арбітр: Рамон Азон Рома |

«Торіно»: Джузеппе Моро, Чезаре Ней, Раффаеле Кушела, П'єтро Берсія, Луїджі Джуліано, Бенхамін Сантос, Бруно Гремезе, Ріккардо Карапеллезе, Джузеппе Марчетто, Сільвано Правісано, Аттіліо Фріцці. Тренер: Роберто Коперніко.
«Реймс»: Поль Сінібальді, Робер Жонке, Роже Марш, Андре Ясовскі, Альбер Батте, Жан Паллуш, П'єр Біні, Андре Петітфілс, Франсис Меано, П'єр Сінібальді, П'єр Фламйон. Тренер: Анрі Ресслер.

## Фінал
| 3 липня 1949 |

| «Барселона»                           | 2:1 (1:1)  | «Спортінг»       |
| ------------------------------------- | ---------- | ---------------- |
| Хосеп Сегер 10' Естаніслао Басора 50' | (протокол) | 28' Жезуш Коррея |

| «Чамартін», Мадрид Арбітр: Віктор Сдез |

|                  |    |                       |  |
|                  |    |                       |  |
| ВР               | 1  | Хуан Веласко          |  |
| ЗХ               | 2  | Франсиско Кальве      |  |
| ЗХ               | 3  | Курта                 |  |
| ПЗ               | 4  | Кало                  |  |
| ПЗ               | 5  | Маріано Гонсальво ІІІ |  |
| ПЗ               | 6  | Хосеп Гонсальво ІІ    |  |
| НП               | 7  | Естаніслао Басора     |  |
| НП               | 8  | Маріано Гонсальво ІІІ |  |
| НП               | 9  | Хосеп Каналь          |  |
| НП               | 10 | Сесар                 |  |
| НП               | 11 | Альфонсо Наварро      |  |
| Тренер:          |    |                       |  |
| Енріке Фернандес |    |                       |  |

|                     |    |                   |  |
|                     |    |                   |  |
| ВР                  | 1  | Жуан Азеведу      |  |
| ЗХ                  | 2  | Октавіу Барроза   |  |
| ЗХ                  | 3  | Мануел Маркеш     |  |
| ПЗ                  | 4  | Жувенал да Сілва  |  |
| ПЗ                  | 5  | Карлуш Канаріу    |  |
| ПЗ                  | 6  | Веріссіму Алвеш   |  |
| НП                  | 7  | Жезуш Коррея      |  |
| НП                  | 8  | Мануел Васкеш     |  |
| НП                  | 9  | Фернанду Пейротеу |  |
| НП                  | 10 | Жозе Травассуш    |  |
| НП                  | 11 | Албану Перейра    |  |
| Головний тренер:    |    |                   |  |
| Кандіду ді Олівейра |    |                   |  |

## Найкращі бомбардири

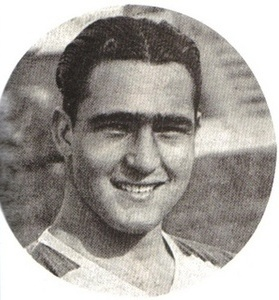
Фернанду Пейротеу — найкращий бомбардир турніру

| Місце | Гравець                         | Голи |
| ----- | ------------------------------- | ---- |
| 1     | Фернанду Пейротеу («Спортінг»)  | 3    |
| 2     | Хосеп Сегер («Барселона»)       | 2    |
| 2     | Сесар («Барселона»)             | 2    |
| 2     | Сільвано Правісано («Торіно»)   | 2    |
| 2     | Ріккардо Карапеллезе («Торіно») | 2    |
| 2     | Джузеппе Марчетто («Торіно»)    | 2    |